# イオン・ヴォイク
イオン・ヴォイク（Ion Voicu, 1923年10月8日 - 1997年2月24日）は、ルーマニアのヴァイオリン奏者、指揮者。

## 経歴
1923年ブカレスト生まれ。4歳からヴァイオリンに興味を持ち、ガラベット・アヴァキアンとヴァシリー・フィリップにヴァイオリンの手ほどきを受けた。14歳の時にブカレスト音楽院へ入学してコンスタンティン・ニクレスクのクラスでヴァイオリンを学び、1940年に卒業した。
音楽院を卒業後はしばらくルーマニア放送管弦楽団に団員として籍を置いたが、来演したウィレム・メンゲルベルクにソリストとしての才能を見出される。1946年にはルーマニア国内で開かれた音楽コンクールに優勝し、ジョルジェ・エネスクの薫陶を受けることとなった。1954年にはアブラム・ヤンポリスキーの下でさらなる研鑽を積んだが、ヤンポリスキーの没後はダヴィッド・オイストラフに師事している。
1957年には帰国し、ルーマニアを中心に演奏活動を展開。1964年にはルーマニアの国務院より人民芸術家の称号を贈られた。1965年にはカーネギー・ホールでアメリカ・デビューを果たしている。1969年にはブカレスト室内管弦楽団を創設して指揮者としても活動し、1973年から10年間にわたってジョルジェ・エネスク・フィルハーモニー管弦楽団の首席指揮者を歴任した。
ブカレストにて死去。

## 主要ディスコグラフィ
- Johann Sebastian Bach; Pietro Antonio Locatelli; Eugène Ysaÿe; Nicolò Paganini; Pablo de Sarasate (1960s). Ion Voicu recital. Electrecord. OCLC 54759826
- Felix Mendelssohn-Bartholdy; Max Bruch; Ion Voicu; Rafael Frühbeck de Burgos; London Symphony Orchestra (1965). Violin concerto in E minor, op. 64. Decca. OCLC 221445873
- Sergey Prokofiev; Claude Debussy; Darius Milhaud; Ion Voicu; Monique Haas (1968). Sonatas for violin and piano. Decca. OCLC 36427557
- Maurice Ravel; Eugène Ysaÿe; Georges Enesco; Ion Voicu; Victoria Ştefănescu (1973). Sonatas for violin and piano. Decca. OCLC 681151760